# Pierre-Célestin Cézerac
Pierre-Célestin Cézerac, né le 1er mai 1856 à Caussens (Gers, France) et mort le 30 janvier 1940 à Albi (Tarn, France), est un prélat catholique français, évêque de Cahors de 1911 à 1918 puis archevêque d'Albi de 1918 à sa mort.

## Biographie

### Formation et ministères
Issu d’une modeste famille paysanne, il reste attaché à sa terre natale et passe sa jeunesse dans le Gers. Il étudie au collège de Saint-Taurin d’Eauze, au séminariste d'Auch (1876), puis il est ordonné prêtre le 18 décembre 1880.
Il devient alors successivement vicaire à Auch (1881), aumônier du noviciat des Frères de Ploërmel à Lavacan (1885), curé (1890) puis archiprêtre de Lectoure (1892) et vicaire général d’Auch (1900).

### Épiscopat
Le 27 novembre 1911, il est nommé évêque de Cahors par le pape Pie X. Il est alors consacré le 4 janvier 1912 par Ernest Ricard, assisté de Eudoxe-Irénée-Édouard Mignot et Jean-Augustin Germain.
Le 2 janvier 1918, il est nommé archevêque coadjuteur d'Albi et archevêque titulaire de Césarée-en-Maurétanie (de) par le pape Benoît XV. Il devient alors évêque diocésain à la mort de Eudoxe-Irénée-Édouard Mignot, le 18 mars suivant.
À son arrivée à la tête du diocèse, il restaure quatre petits séminaires mais rompt avec le libéralisme de son prédécesseur. Il rétablit également l’autorité de l’Église sur le clergé, la jeunesse et la famille et réoriente les conférences ecclésiastiques. Il encadre les fidèles dans des groupes diocésains contrôlés : les adolescentes sont notamment envoyées dans la fédération Sainte-Cécile dès 1930 tandis que les adultes sont orientés vers l’union catholique des hommes du Tarn dès 1924.  Ce virement conservateur aboutit au tarissement de l’ancienne Association catholique de la jeunesse française (ACJF) et à la suppression de la Jeunesse ouvrière chrétienne (JOC) et cela malgré l’intérêt soudain que l'évêque lui portera dans les années 1930.
Il meurt le 30 janvier 1940 au bout de trois mois de maladie.

## Distinctions
- Chevalier de la Légion d'honneur (28 juillet 1938)[3]

Pierre-Célestin Cézerac est Comte romain et Assistant au trône pontifical[réf. nécessaire].

## Adaptation de son œuvre

### En musique
Une homélie de Pierre-Célestin Cézerac, prononcée en novembre 1915 à l'occasion d'une bénédiction de cloche dans le diocèse de Cahors, a été adaptée en 2018 dans la cantate Vox Domini in Magnificentia, par le compositeur Christophe Loiseleur des Longchamps. Écrite en mémoire de la compositrice Lili Boulanger, cette cantate est composée pour soprano solo et baryton solo (Sarah Lazerges et David Wilson-Johnson à la création), chœur mixte et orchestre de chambre. Elle fut créée les 4, 5 et 6 mai 2018 à Martel (Lot), Brive (Corrèze) et Sarlat (Dordogne). En voici le texte :
"Chantez, maintenant, voix mystérieuses, priez, pleurez, sanglotez aussi ; Vous serez mêlées à toutes nos joies et à toutes nos tristesses. Vous aviez jeté un cri d’alarme quand la patrie fut mise en danger, et vous résonnerez, triomphantes, quand nous entonnerons l’hymne de la victoire ; Nous ne serons jamais sourds à vos appels, insensibles à vos chants, à vos plaintes ; En vous entendant, nous bénirons Dieu qui nous parle par votre tintement harmonieux."

## Armes
Parti : au 1 d'azur, à la Vierge de Rocamadour d'argent auréolée et sceptrée d'or, assise en majesté sur un fauteuil de même; au 2 de gueules, à l'agneau pascal d'argent marchant sur une terrasse de sinople, à l'auréole ajourée d'or, arboré de même, le guidon d'argent chargé d'une croix de gueules. Au chef cousu d'argent chargé d'une palme de sinople.